# Waiting for the Morning (sång)
Waiting for the Morning, skriven av Jon Terje Rovedal, Jan Egil Thoreby, Lars Kildvold och Eivind Rölles, är en balladlåt, ursprungligen framförd av flickduon Bobbysocks på albumet Waiting for the Morning 1986 . Singeln "Waiting for the Morning" toppade 1986 den norska singellistan.
Sången spelades in av Kikki Danielsson 1988, som B-sida till hennes singel "Let Them Walk in the Sunshine" . Susanne Alfvengren skrev en text på svenska som heter "Väntar ännu på den morgon", som också den spelades in av Kikki Danielsson, då på albumet Canzone d'amore 1989 . Kikki Danielssons inspelning blev även filmmusik till filmen Black Jack 1990 .

## Listplaceringar
| Lista (1986) | Topplacering |
| ------------ | ------------ |
| Norge        | 1            |